# Incasemidalis columbiensis
Incasemidalis columbiensis is een insect uit de familie van de dwerggaasvliegen (Coniopterygidae), die tot de orde netvleugeligen (Neuroptera) behoort. 
De wetenschappelijke naam Incasemidalis columbiensis is voor het eerst geldig gepubliceerd door Meinander in 1972.